# Járókelő.hu
A Járókelő.hu a köztéri problémákról szóló bejelentések online kezelésével, illetékesekhez továbbításával és az elért megoldások megjelenítésével foglalkozó honlap. A honlapon bárki bejelentést tehet, a bejelentéseket önkéntesek kezelik és továbbítják a probléma megoldásáért felelősöknek. A folyamat mindvégig nyilvános, minden fejlemény nyomon követhető, így az érintettek érdekeltek a problémák mielőbbi megoldásában. A honlap fenntartója a Járókelő Közhasznú Egyesület.

## Története
A weboldal létrehozásához az alapötletet a FixMyStreet.org weboldal adta, amely az Egyesült Királyságban jött létre. Ennek az oldalnak a kelet-európai változatát a Slovak Governance Institute civil szervezet hozta létre, amelyből kifejlődhetett a Járókelő Egyesület fő projektjét megtestesítő honlap is.
A magyar projektet Le Marietta alapította, a weboldal 2012-ben indult el.
A projekt eleinte Budapestre fókuszált, majd más településeken is elérhetővé vált. Az oldal 2014-től nyíregyházi, 2015 végétől szegedi, 2016 tavaszától kecskeméti bejelentéseket is fogad. 2016 végén 11 magyarországi település közterületi problémáinak fogadására volt képes az oldal és ekkorra több mint 8.000 közterületi probléma megoldásában működött közre a projekt.
2018 májusáig bezárólag Pilisborosjenő majd pedig Érd csatlakozásával 17 fősre bővült az oldalhoz csatlakozott települések listája, a beküldött ügyek száma meghaladta a 25.000-et, míg megoldott státuszba több mint 15.000 bejelentés került.
Az oldal életében 2018-ban egy másik jelentős esemény is történt: Budapesten elindult az Éjszakai Járókelő, mely a fővárosban, főként az VI. és VII. kerületi bulinegyedek létéből fakadó problémák kezelésével foglalkozik. Célja, hogy a "nappali" Járókelőhöz hasonlóan közvetítő szerepet töltsön be az érintett felek között, mint a lakók, szórakozóhely tulajdonosok és üzemeltetők, önkormányzatok és a bulizni járók.[forrás?]

## A portál működése
Az online platform működésének alapelve, hogy a közterületeken észlelt problémák megoldását segíti. Az állampolgároknak (járókelőknek) nem kell megkeresniük a megoldás érdekében az illetékes hatóságokat, hanem könnyen kezelhető formában feltölthetik azokat a honlapra. A probléma leírása és kategorizálása mellett megjelölhetik annak helyét és képet, videot is csatolhatnak hozzá. Ezt követően a Járókelő.hu ügykezelői ellenőrzik a bejegyzést, megkeresik a probléma megoldásáért felelős hatóságot, céget vagy szervezetet. Az ügy előrehaladásáról értesítik a bejelentőt illetve a honlap látogatóit. Amennyiben reakció érkezett az illetékesektől, az szintén látható az oldalon, csakúgy mint a regisztrált felhasználók esetleges hozzászólásai.

## Működési feltételek
A Járókelő Közhasznú Egyesület munkáját önkéntesei ingyenesen segítik különböző területeken, mint a mindennapos ügykezelés (bejelentések, válaszlevelek, kommentek kezelése), programozói feladatok ellátása vagy a közösségi médiában való megjelenés.
A kezdeményezés fő támogatója a Concorde Csoport , de emellett az egyesület egyéb pályázati és magánadományokból is gazdálkodik.
A Járókelő együttműködésben áll és jó kapcsolatot ápol számos szakmai civil szervezettel, mint a Magyar Kerékpárosklub vagy az A Város Mindenkié csoport.

## Díjak, elismerések
2014 SozialMarie-díj